# Andrzej Kołodyński
Andrzej Kołodyński (ur. 17 lutego 1937 w Warszawie) – polski filmoznawca, krytyk filmowy, historyk kina, doktor filmoznawstwa.

## Życiorys
Ukończył średnią szkołę muzyczną we Wrocławiu w klasie fortepianu, w 1958 filologię polską na Uniwersytecie Wrocławskim. Następnie był słuchaczem Studium Wiedzy o Filmie w Instytucie Sztuki PAN w Warszawie, które prowadził prof. Aleksander Jackiewicz. Podjął pracę w Przedsiębiorstwie Państwowym „Film Polski”. Pisał teksty do „Filmowego Serwisu Prasowego”. W latach 1973–1992 pracował w miesięczniku „Film”, gdzie kierował działem zagranicznym. Od 1994 do 2019 był redaktorem naczelnym miesięcznika „Kino”. Po odejściu z funkcji redaktora naczelnego pozostał członkiem kolegium redakcyjnego „Kina”.
Autor, współautor, redaktor lub tłumacz wielu książek o kinie. Jest członkiem zarządu Koła Piśmiennictwa Stowarzyszenia Filmowców Polskich.
Doktor filmoznawstwa. Pracę doktorską obronił w 1981 u prof. Aleksandra Jackiewicza. Wykładał sztukę filmową na Uniwersytecie Kardynała Stefana Wyszyńskiego w Warszawie oraz w Warszawskiej Szkole Filmowej. W latach 2011–2012 był rektorem Warszawskiej Szkoły Filmowej, następnie został tam prorektorem ds. ogólnych.
W latach 1989–1991 był dyrektorem programowym Festiwalu Filmów Krótkometrażowych w Krakowie.
W 2014 został odznaczony Krzyżem Kawalerskim Orderu Odrodzenia Polski, w 2016 otrzymał statuetkę Nagrody Stowarzyszenia Filmowców Polskich przyznawaną osobom, których praca przyczyniła się w wyjątkowy sposób do rozwoju polskiej kinematografii, w 2019 nagrodę ZAiKS-u im. Krzysztofa Teodora Toeplitza.

## Książki
- Film grozy (1970)
- Filmy fantastyczno-naukowe (1972)
- 100 filmów angielskich (1975)
- Elizabeth Taylor (1978)
- Tropami filmowej prawdy (1981) – książkowa wersja pracy doktorskiej
- Seans z wampirem (1986)
- Spojrzenie za ekran (1987)
- Dziedzictwo wyobraźni. Historia filmu SF (1989)
- Dzieci smoka (1994)
- Słownik adaptacji filmowych (2005) – z Konradem J. Zarębskim